# ロバート・リストン

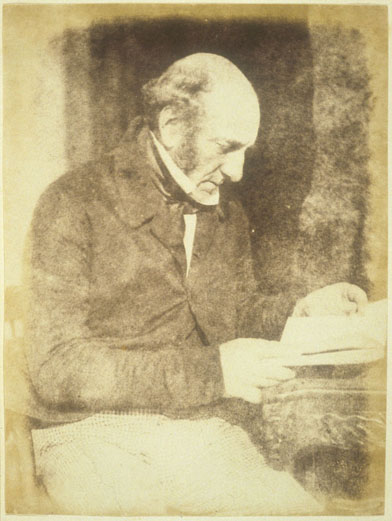
Robert Liston

ロバート・リストン（Robert Liston、1794年10月28日 - 1847年12月7日）は、スコットランドの外科医である。当時その技術で有名であった。アメリカ合衆国で行われたエーテルを使った手術の情報を受けて、1846年12月21日にロンドンでエーテル麻酔を使って公開で、足の切断手術を行ったことなどで知られる。ヨーロッパで最初の麻酔を使った外科手術であった。

## 経歴
父親は長老教会の牧師で発明家でもあったヘンリー・リストンの息子として、エディンバラの西に位置するウェスト・ロージアンのエクレスマチャンに生まれた。彼の祖父ロバート・リストンもまた、スコットランド国教会総会の務めた。
エディンバラ大学で医者の資格を得て、エディンバラの王立診療所で外科医となった。1835年からユニヴァーシティ・カレッジ・ロンドンの附属病院の臨床外科の教授となった。すばやい手術で有名であった。1841年に王立協会フェローに選ばれた。
1846年10月16日にアメリカのボストンでウィリアム・T・G・モートンによって麻酔を施され、ウォーレンが執刀した公開手術の成功を受けて、12月21日にエーテルによる全身麻酔による足の切断手術を行った。エーテルによる無痛手術は翌年の1月にはフランスでジョセフ＝フランソワ・マルゲーニュが手術に成功するなどヨーロッパ各地に広まった。

### 手術器具の改良
リストンの名前は外科用のリストン骨剪刀に残されている。1847年には、捻転、反転復元用のピンセットの改良をおこなった。